# Молдова на пісенному конкурсі Євробачення
Молдова брала участь у Пісенному конкурсі «Євробачення» 19 разів, починаючи з 2005 року. Першим, хто представляв країну на конкурсі, став гурт Zdob şi Zdub, який посів 6-е місце з піснею «Boonika Bate Doba» та отримав 148 балів. Найкращим результатом країни вважається 3-є місце, яке здобув гурт SunStroke Project з піснею «Hey, Mamma!» у 2017 році.

## Історія участі

### 2005–2010
Молдова дебютувала на Пісенному конкурсі «Євробачення» у 2005 році. Першим, хто представляв країну на конкурсі, став гурт Zdob și Zdub, який посів 6-е місце з піснею «Boonika Bate Doba» та отримав 148 балів. 
Потрапивши до першої десятки минулого року, Молдова автоматично виступала у фіналі Євробачення 2006, де Наталія Гордієнко та Arsenium зайняли 20-е місце з піснею «Loca» та отримали 22 бали, через що TRM оголосила, що відмовляється від участі та не виділить бюджет на наступний конкурс. Завдяки тиску громадськості, мовник обрав Наталію Барбу представницею країни на конкурс 2007 року, де вона фінішувала 10-ою зі 109 балами у фіналі з піснею «Fight».
У 2008 році Молдова вперше не потрапила до фіналу Євробачення, коли Джета Бурлаку посіла 12-е місце у першому півфіналі з піснею «A Century of Love». У 2009 році країна зайняла 14-е місце завдяки Неллі Чобану з піснею «Hora din Moldova». 
Після фіналу конкурсу 2010 року саксофоніст Сергій Степанов з гурту SunStroke Project став феноменом Інтернету («Epic Sax Guy») зі своїм 30-секундним соло на саксофоні.

### 2011–2019
У 2011 році гурт Zdob și Zdub вдруге представляв Молдову на Євробаченні та посів 12-е місце з піснею «So Lucky». 
У 2012 та 2013 роках країна посідала 11-е місце, яке здобули Паша Парфеній з піснею «Lăutar» та Альона Мун з піснею «O mie» відповідно.
Протягом наступних трьох років Молдові не вдавалося пройти до фіналу. У 2014 році Крістіна Скарлат зайняла останнє, 16-е місце у першому півфіналі з піснею «Wild Soul» та здобула найгірший результат країни на Євробаченні. 
У 2015 році Молдову представляв український співак Едуард Романюта з піснею «I Want Your Love», який фінішував 11-им у першому півфіналі та отримав 41 бал. 
У першому півфіналі конкурсу 2016 року Лідія Ісак з піснею «Falling Stars» посіла передостаннє, 17-е місце з 33 балами, випередивши тільки Естонію. 
У 2017 році Молдова досягла свого найкращого результату на конкурсі, коли гурт SunStroke Project зайняв 3-є місце з піснею «Hey, Mamma!» та отримав 374 бали у фіналі. 
У 2018 році країна потрапила у Топ-10, коли гурт DoReDos зайняв 10-е місце з піснею «My Lucky Day» та отримав 209 балів. 
Однак у 2019 році Анна Одобеску не пройшла до фіналу, посівши 12-е місце у другому півфіналі з піснею «Stay».

### 2020–2025
У 2020 році Наталія Гордієнко (представниця Молдови на Євробаченні 2006) мала представляти країну з піснею «Prison», однак через пандемію COVID-19 конкурс було скасовано. Натомість у 2021 році вона представляла країну з піснею «Sugar» та фінішувала 13-ою зі 115 балами. Її 17-секундна нота в кінці «Sugar» стала найдовшою нотою в історії Євробачення.
У 2022 році гурт Zdob și Zdub втретє представляв Молдову на конкурсі. Разом з Братами Адваговими вони зайняли 7-е місце з піснею «Trenulețul» та отримали 253 бали. 
У 2023 році Паша Парфеній (представник Молдови на Євробаченні 2012) зайняв 18-е місце з піснею «Soarele și luna» та отримав 96 балів. 
У 2024 році Наталія Барбу (представниця Молдови на Євробаченні 2007) перемогла у відборі «Etapa națională 2024» та отримала право представляти країну на конкурсі в Мальме з піснею «In the Middle». У першому півфіналі вона посіла 13-е місце з 20 балами та не пройшла до фіналу.
16 листопада 2024 року Молдова підтвердила свою участь у конкурсі 2025 року, провівши 18 січня раунд прослуховування для національного відбору з 26 записами. Однак 22 січня телекомпанія TRM оголосила про відмову від участі через економічні проблеми та низьку якість національного відбору. У майбутньому телекомпанія не виключила повернення до конкурсу, зазначивши, що «перегляне критерії та методологію відбору представника країни на міжнародну арену».

## Учасники Євробачення від Молдови
Умовні позначення
     Переможець
     Друге місце
     Третє місце
     Четверте місце
     П'яте місце
     Останнє місце
     Автоматичний фіналіст
     Не пройшла до фіналу
     Участь скасовано
     Не брала участі
| Рік  | Місце проведення | Виконавець                     | Пісня               | Мова                  | Переклад             | Фінал                            | Фінал                            | Півфінал                         | Півфінал                         |
| Рік  | Місце проведення | Виконавець                     | Пісня               | Мова                  | Переклад             | Місце                            | Бали                             | Місце                            | Бали                             |
| ---- | ---------------- | ------------------------------ | ------------------- | --------------------- | -------------------- | -------------------------------- | -------------------------------- | -------------------------------- | -------------------------------- |
| 2005 | Київ             | Zdob şi Zdub                   | «Boonika Bate Doba» | англійська, румунська | Бабуся б'є в барабан | 6-е                              | 148                              | 2-е                              | 207                              |
| 2006 | Афіни            | Arsenium та Наталія Гордієнко  | «Loca»              | англійська            | Божевільний          | 20-е                             | 22                               | Топ-11 у минулому році           | Топ-11 у минулому році           |
| 2007 | Гельсінкі        | Наталія Барбу                  | «Fight»             | англійська            | Бій                  | 10-е                             | 109                              | 10-е                             | 91                               |
| 2008 | Белград          | Джета Бурлаку                  | «A Century of Love» | англійська            | Століття кохання     | Не вдалося кваліфікуватися       | Не вдалося кваліфікуватися       | 12-е                             | 36                               |
| 2009 | Москва           | Неллі Чобану                   | «Hora din Moldova»  | англійська, румунська | Молдавські танці     | 14-е                             | 69                               | 5-е                              | 106                              |
| 2010 | Осло             | SunStroke Project та Оля Тіра  | «Run Away»          | англійська            | Тікай                | 22-е                             | 27                               | 10-е                             | 52                               |
| 2011 | Дюссельдорф      | Zdob şi Zdub                   | «So Lucky»          | англійська            | Такий щасливчик      | 12-е                             | 97                               | 10-е                             | 54                               |
| 2012 | Баку             | Паша Парфеній                  | «Lăutar»            | англійська            | Лаутар               | 11-е                             | 81                               | 5-е                              | 100                              |
| 2013 | Мальме           | Альона Мун                     | «O mie»             | румунська             | Тисяча               | 11-е                             | 71                               | 4-е                              | 95                               |
| 2014 | Копенгаген       | Крістіна Скарлат               | «Wild Soul»         | англійська            | Дика душа            | Не вдалося кваліфікуватися       | Не вдалося кваліфікуватися       | 16-е                             | 13                               |
| 2015 | Відень           | Едуард Романюта                | «I Want Your Love»  | англійська            | Я хочу твоєї любові  | Не вдалося кваліфікуватися       | Не вдалося кваліфікуватися       | 11-е                             | 41                               |
| 2016 | Стокгольм        | Лідія Ісак                     | «Falling Stars»     | англійська            | Падаючі зірки        | Не вдалося кваліфікуватися       | Не вдалося кваліфікуватися       | 17-е                             | 33                               |
| 2017 | Київ             | SunStroke Project              | «Hey, Mamma!»       | англійська            | Гей, мамо!           | 3-є                              | 374                              | 2-е                              | 291                              |
| 2018 | Лісабон          | DoReDos                        | «My Lucky Day»      | англійська            | Мій щасливий день    | 10-е                             | 209                              | 3-є                              | 235                              |
| 2019 | Тель-Авів        | Анна Одобеску                  | «Stay»              | англійська            | Залишся              | Не вдалося кваліфікуватися       | Не вдалося кваліфікуватися       | 12-е                             | 85                               |
| 2020 | Роттердам        | Наталія Гордієнко              | «Prison»            | англійська            | В'язниця             | Конкурс скасовано через COVID-19 | Конкурс скасовано через COVID-19 | Конкурс скасовано через COVID-19 | Конкурс скасовано через COVID-19 |
| 2021 | Роттердам        | Наталія Гордієнко              | «Sugar»             | англійська            | Цукор                | 13-е                             | 115                              | 7-е                              | 179                              |
| 2022 | Турин            | Zdob și Zdub та Брати Адвагови | «Trenulețul»        | румунська             | Потяг                | 7-е                              | 253                              | 8-е                              | 154                              |
| 2023 | Ліверпуль        | Паша Парфеній                  | «Soarele și luna»   | румунська             | Сонце і місяць       | 18-е                             | 96                               | 5-е                              | 109                              |
| 2024 | Мальме           | Наталія Барбу                  | «In the Middle»     | англійська            | Посередині           | Не вдалося кваліфікуватися       | Не вдалося кваліфікуватися       | 13-е                             | 20                               |
| 2025 | Базель           | Не брала участі                | Не брала участі     | Не брала участі       | Не брала участі      | Не брала участі                  | Не брала участі                  | Не брала участі                  | Не брала участі                  |

## Пісні за мовою
| Пісні | Мова       | Роки                        |
| ----- | ---------- | --------------------------- |
| 18    | Англійська | 2005–2012, 2014–2022, 2024  |
| 5     | Румунська  | 2005, 2009, 2013, 2022–2023 |
| 1     | Іспанська  | 2006                        |

## Процес відбору
| Роки      | Процес відбору          |
| --------- | ----------------------- |
| 2005–2006 | O melodie pentru Europa |
| 2007      | Внутрішній відбір       |
| 2008–2019 | O melodie pentru Europa |
| 2020      | Finala națională        |
| 2021–2022 | Внутрішній відбір       |
| 2023–2024 | Etapa națională         |

## Коментатори та речники
| Рік  | Телебачення                      | Телебачення                         | Радіо                                                                                            | Радіо                                                       | Речник           |
| Рік  | Коментатор                       | Канал                               | Коментатор                                                                                       | Радіостанція                                                | Речник           |
| ---- | -------------------------------- | ----------------------------------- | ------------------------------------------------------------------------------------------------ | ----------------------------------------------------------- | ---------------- |
| 2005 | Віталій Ротару                   | Молдова-1                           | Віталій Ротару                                                                                   | Радіо Молдова                                               | Олена Камерзан   |
| 2006 | Віталій Ротару                   | Молдова-1                           | Віталій Ротару                                                                                   | Радіо Молдова                                               | Світлана Кокош   |
| 2007 | Віталій Ротару                   | Молдова-1                           | Віталій Ротару                                                                                   | Радіо Молдова                                               | Андрей Порубін   |
| 2008 | Лучія Дану та Віталій Ротару     | Молдова-1, TV Moldova Internațional | Не транслювали                                                                                   | Не транслювали                                              | Віталій Ротару   |
| 2009 | Розаліна Русу та Андрей Сава     | Молдова-1, TV Moldova Internațional | Не транслювали                                                                                   | Не транслювали                                              | Санду Леанка     |
| 2010 | Марчель Спатарі                  | Молдова-1, TV Moldova Internațional | Не транслювали                                                                                   | Не транслювали                                              | Таня Черґа       |
| 2011 | Марчель Спатарі                  | Молдова-1, TV Moldova Internațional | Марчель Спатарі                                                                                  | Радіо Молдова                                               | Джета Бурлаку    |
| 2012 | Марчель Спатарі                  | Молдова-1                           | Марчель Спатарі                                                                                  | Радіо Молдова                                               | Олівія Фуртуна   |
| 2013 | Лідія Скарлат                    | Молдова-1                           | Лідія Скарлат                                                                                    | Радіо Молдова                                               | Олівія Фуртуна   |
| 2014 | Даніела Бабічі                   | Молдова-1                           | Даніела Бабічі                                                                                   | Радіо Молдова                                               | Олівія Фуртуна   |
| 2015 | Даніела Бабічі                   | Молдова-1                           | Даніела Бабічі                                                                                   | Радіо Молдова, Radio Moldova Muzical, Radio Moldova Tineret | Олівія Фуртуна   |
| 2016 | Глорія Горчаг                    | Молдова-1                           | Глорія Горчаг                                                                                    | Радіо Молдова, Radio Moldova Muzical, Radio Moldova Tineret | Олівія Фуртуна   |
| 2017 | Галина Тимуш                     | Молдова-1                           | Крістіна Галбічі (Радіо Молдова) Кателін Унгуряну та Марія-Михаела Фріму (Radio Moldova Tineret) | Радіо Молдова, Радіо Молдова Tineret                        | Глорія Горчаг    |
| 2018 | Джульєта Ардован                 | Молдова-1                           | Джульєта Ардован                                                                                 | Радіо Молдова                                               | Джульєта Ардован |
| 2019 | Дойна Стимповщи та Даніела Круду | Молдова-1                           | Дойна Стимповщи та Даніела Круду                                                                 | Радіо Молдова                                               | Дойна Стимповщи  |
| 2021 | Дойна Стимповщи                  | Молдова-1                           | Дойна Стимповщи                                                                                  | Радіо Молдова                                               | Сергій Степанов  |
| 2022 | Іон Жальба та Даніела Круду      | Молдова-1                           | Іон Жальба та Даніела Круду                                                                      | Радіо Молдова                                               | Олена Банчила    |
| 2023 | Іон Жальба та Даніела Круду      | Молдова-1                           | Іон Жальба та Даніела Круду                                                                      | Радіо Молдова, Radio Moldova Muzical                        | Дойна Стимповщи  |
| 2024 | Іон Жальба та Єлена Стегарі      | Молдова-1                           | Анжела Руденко                                                                                   | Радіо Молдова                                               | Дойна Стимповщи  |

## Галерея

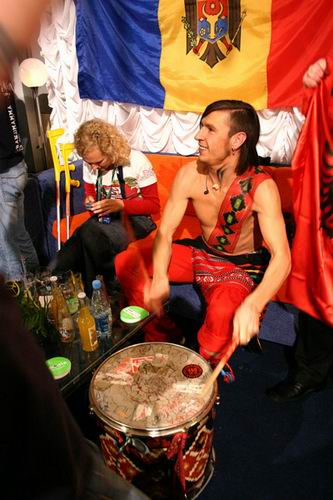
Zdob și Zdub у Києві (2005)
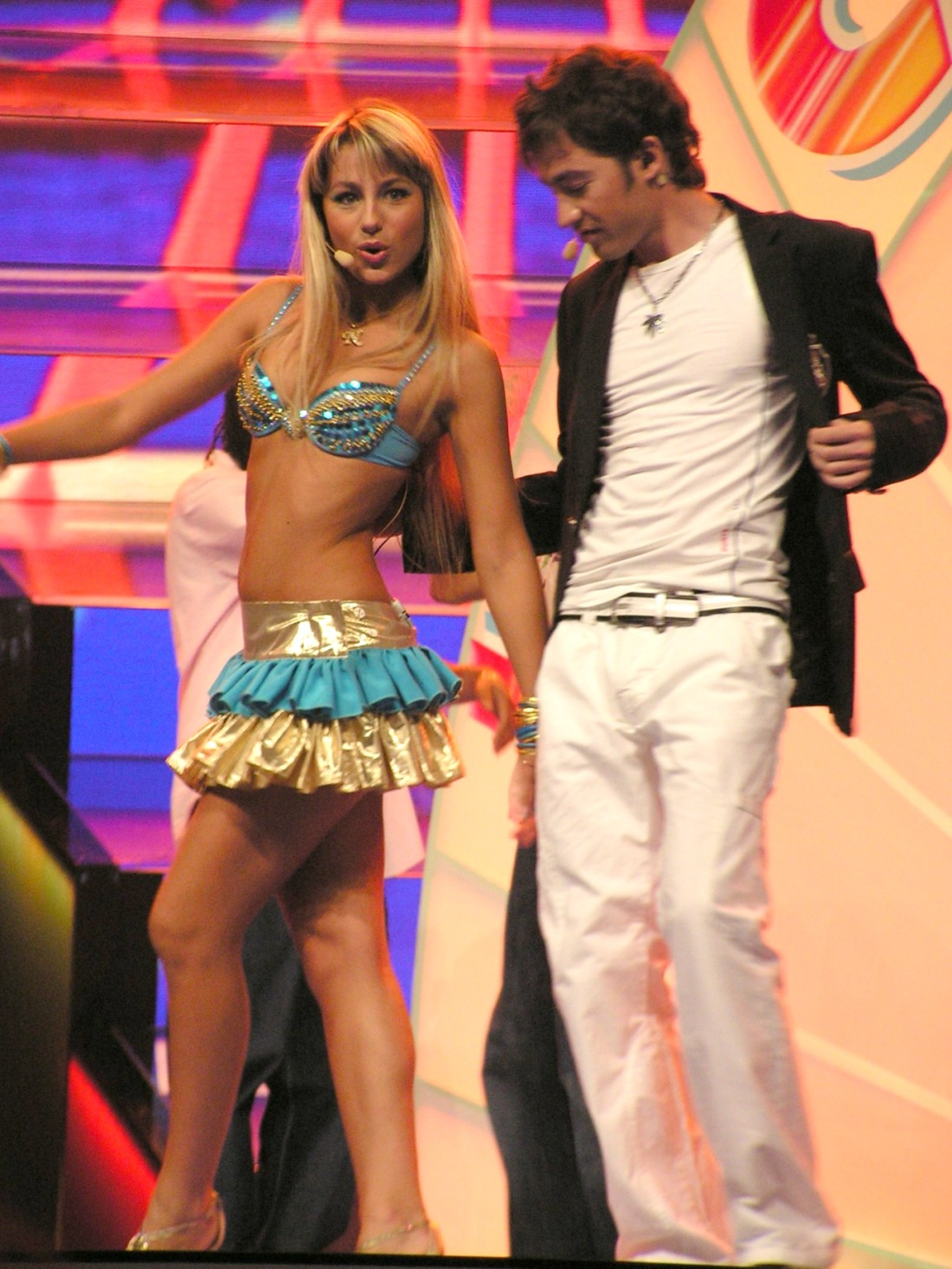
Наталія Гордієнко та Arsenium в Афінах (2006)
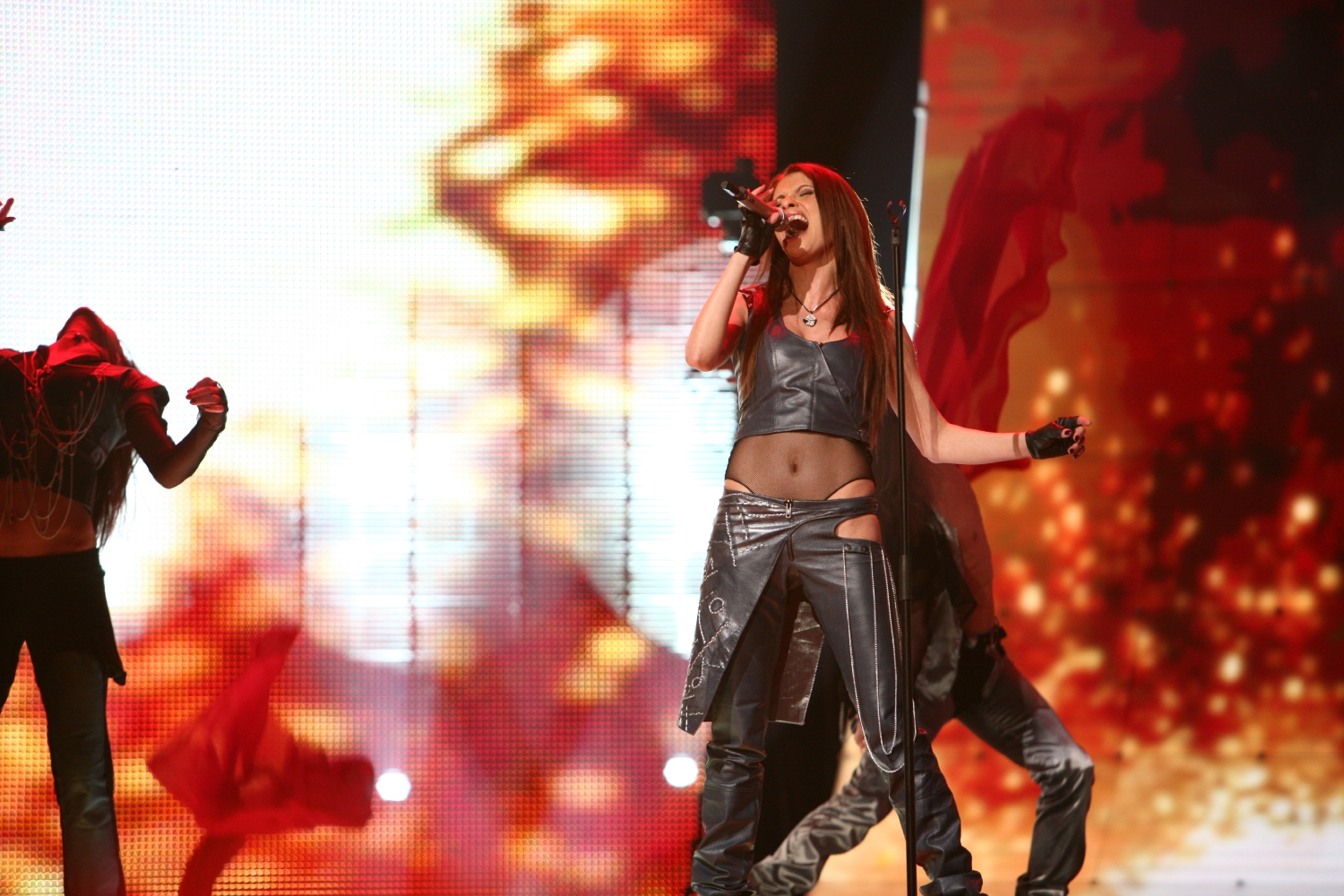
Наталія Барбу у Гельсінкі (2007)
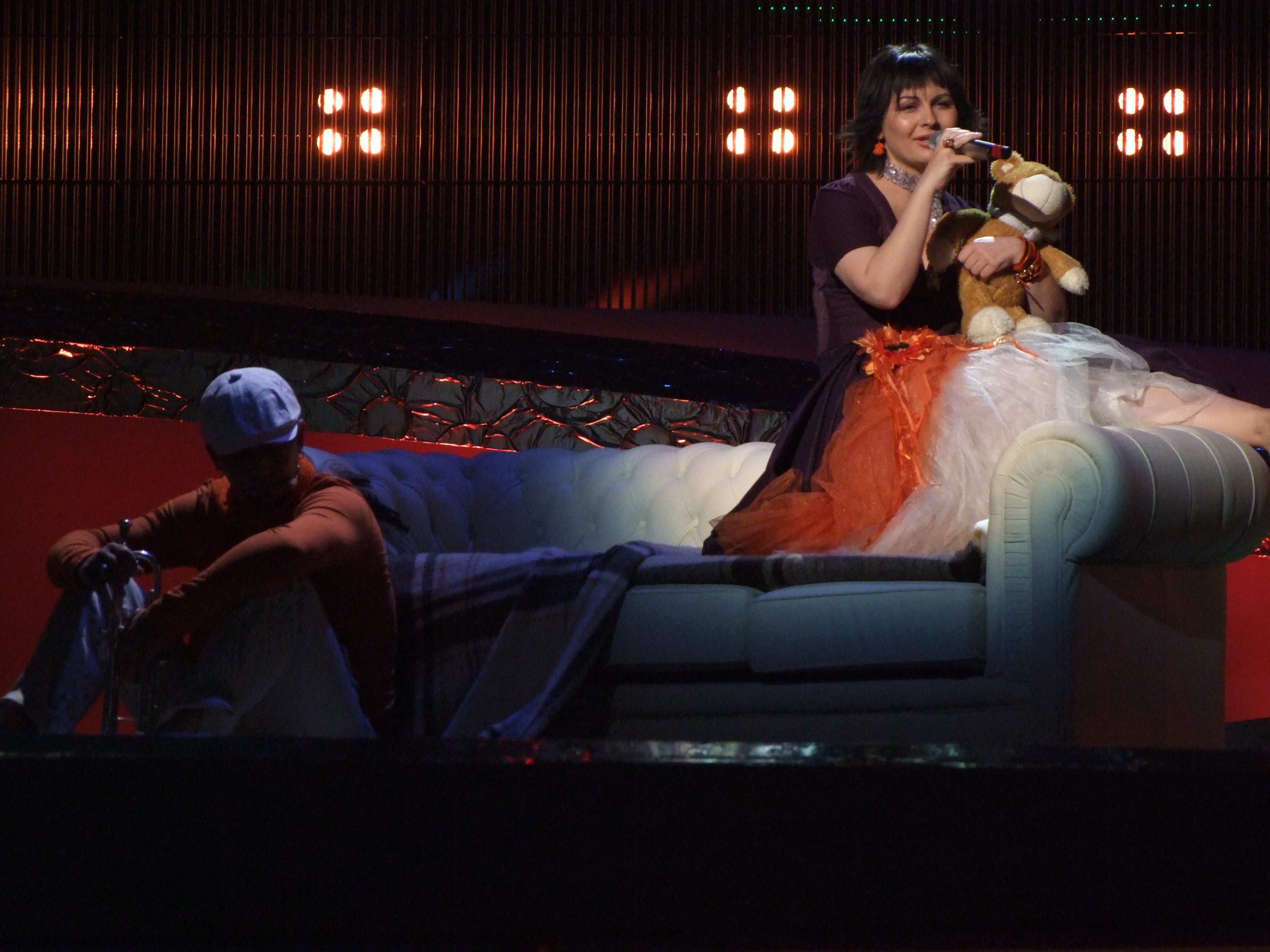
Джета Бурлаку в Белграді (2008)
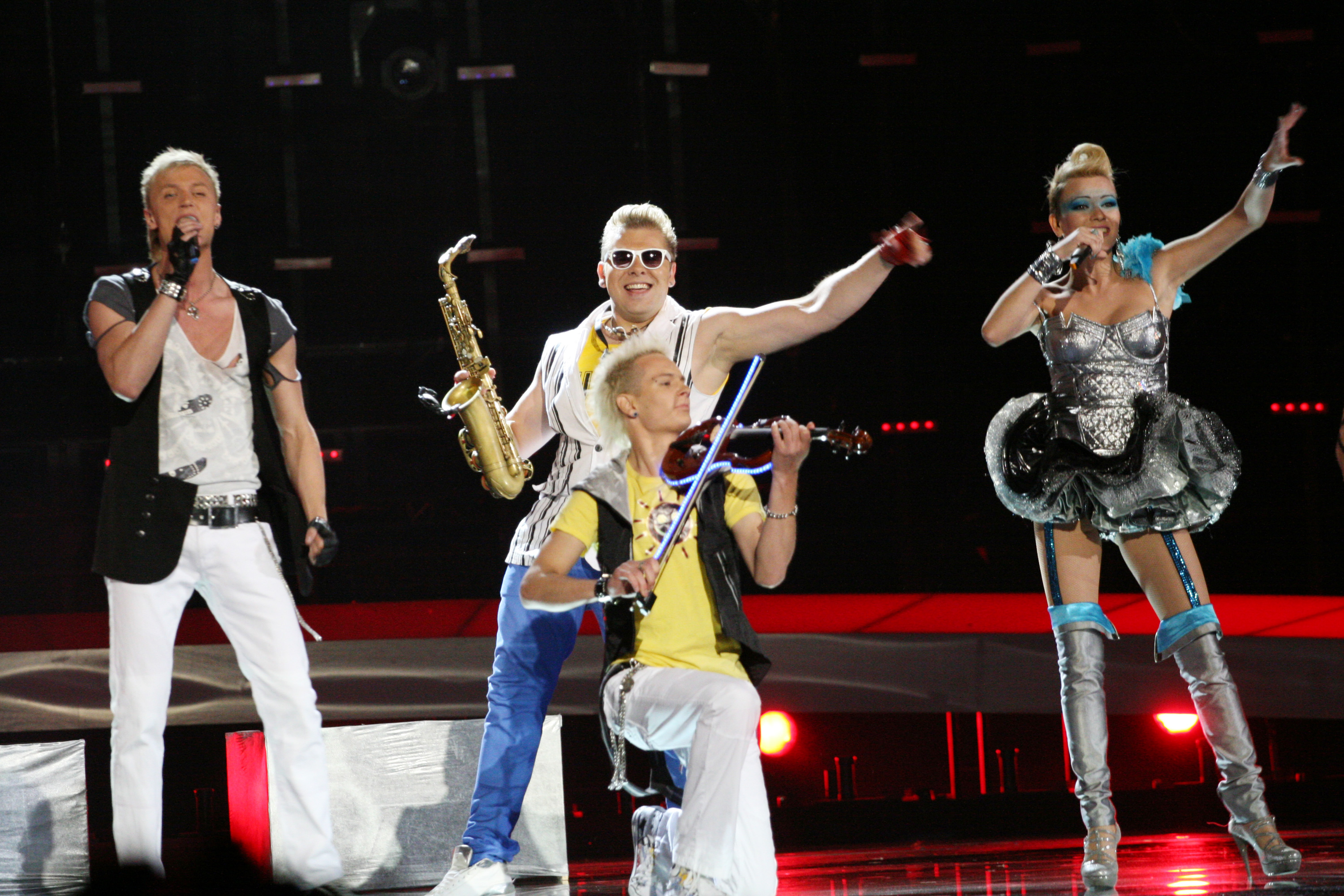
SunStroke Project та Оля Тіра в Осло (2010)
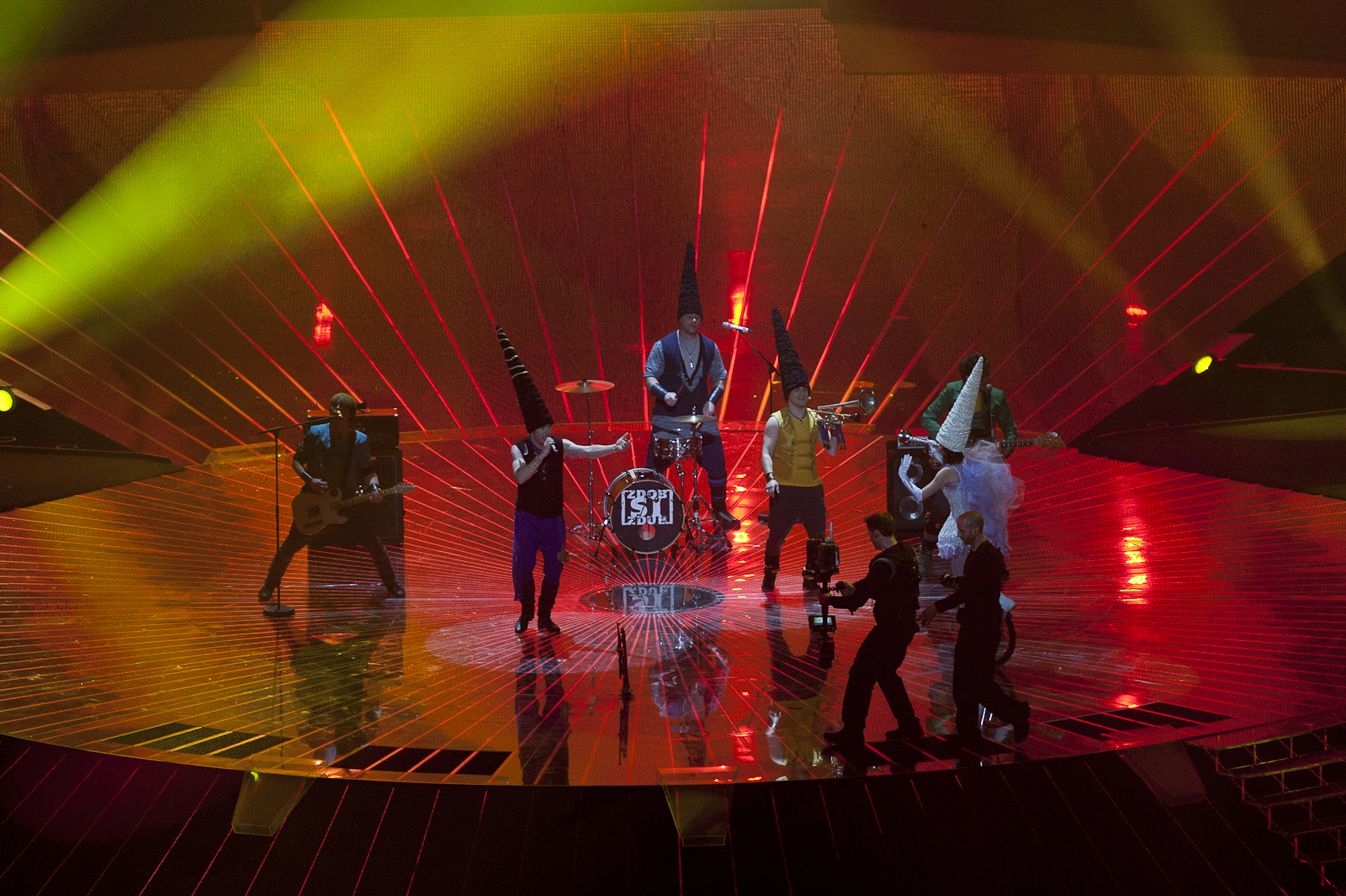
Zdob şi Zdub у Дюссельдорфі (2011)
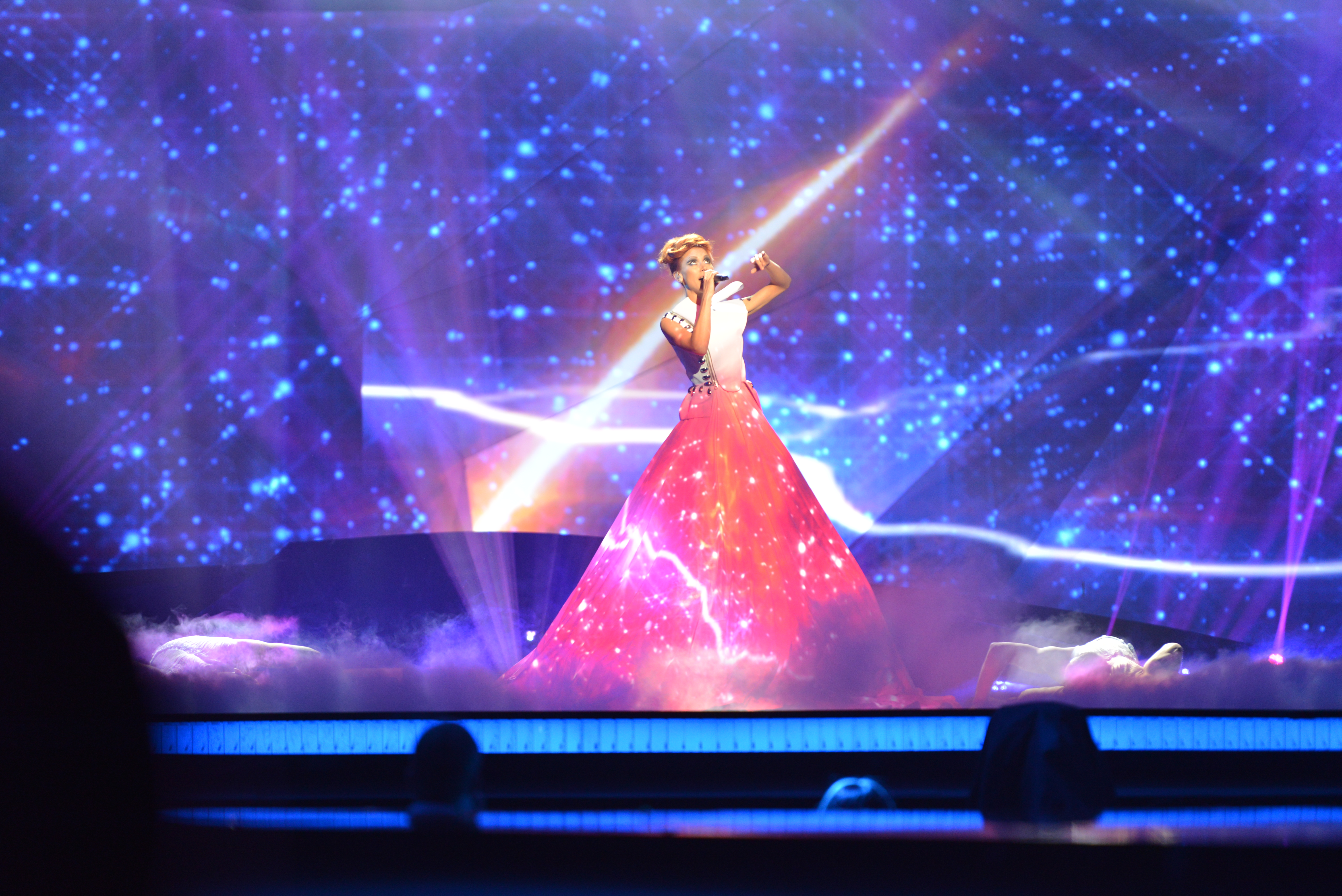
Альона Мун в Мальме (2013)
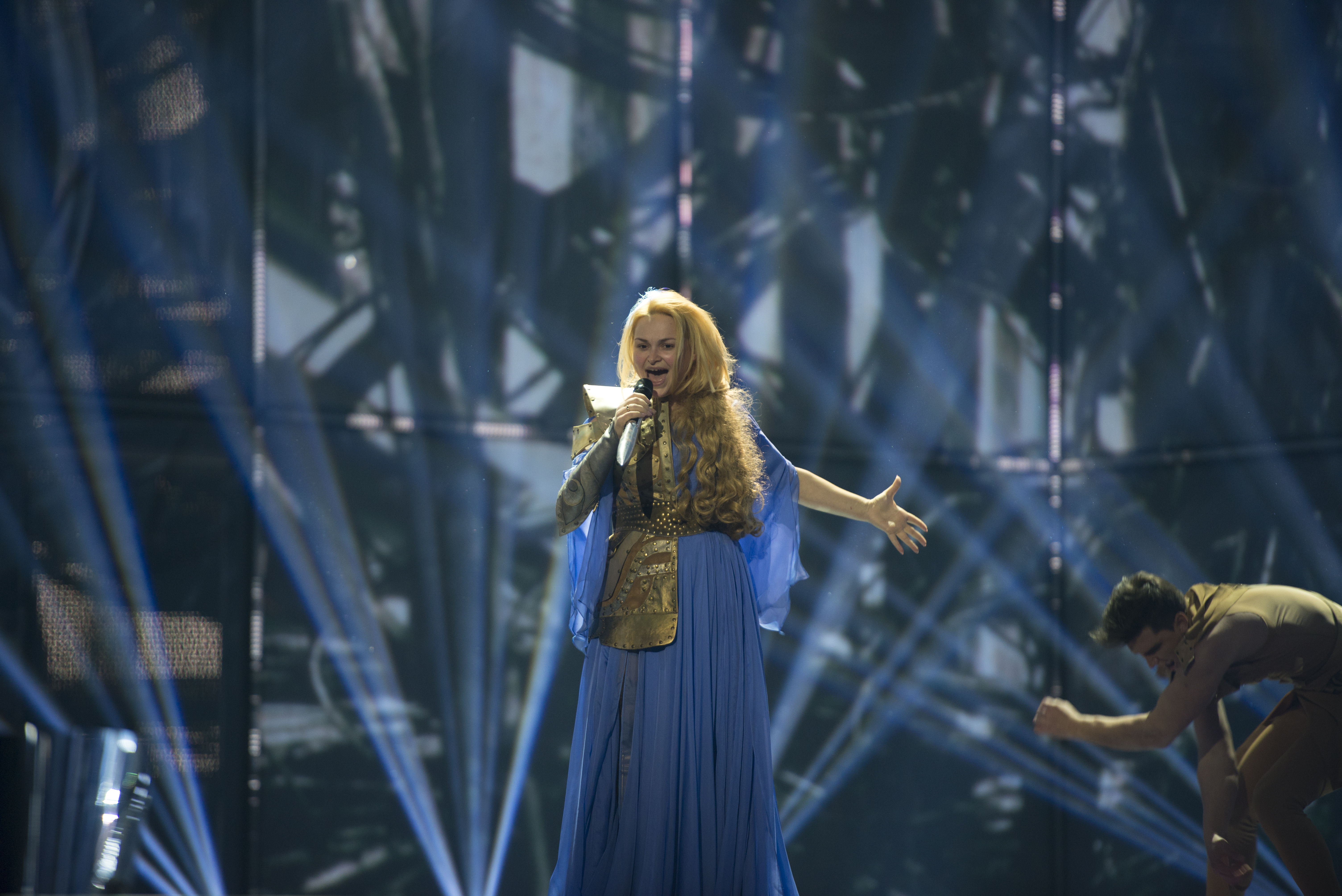
Крістіна Скарлат у Копенгагені (2014)
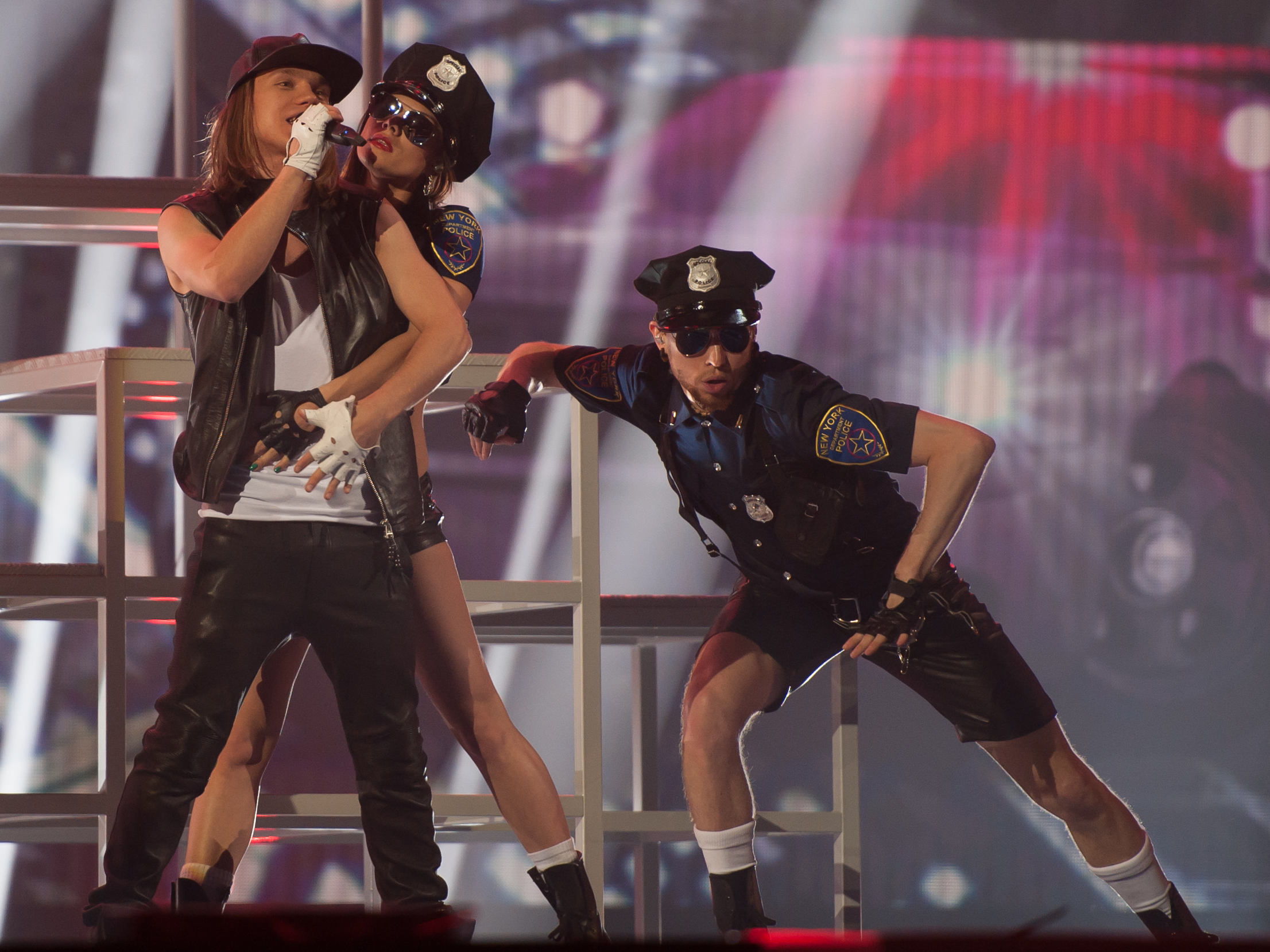
Едуард Романюта у Відні (2015)
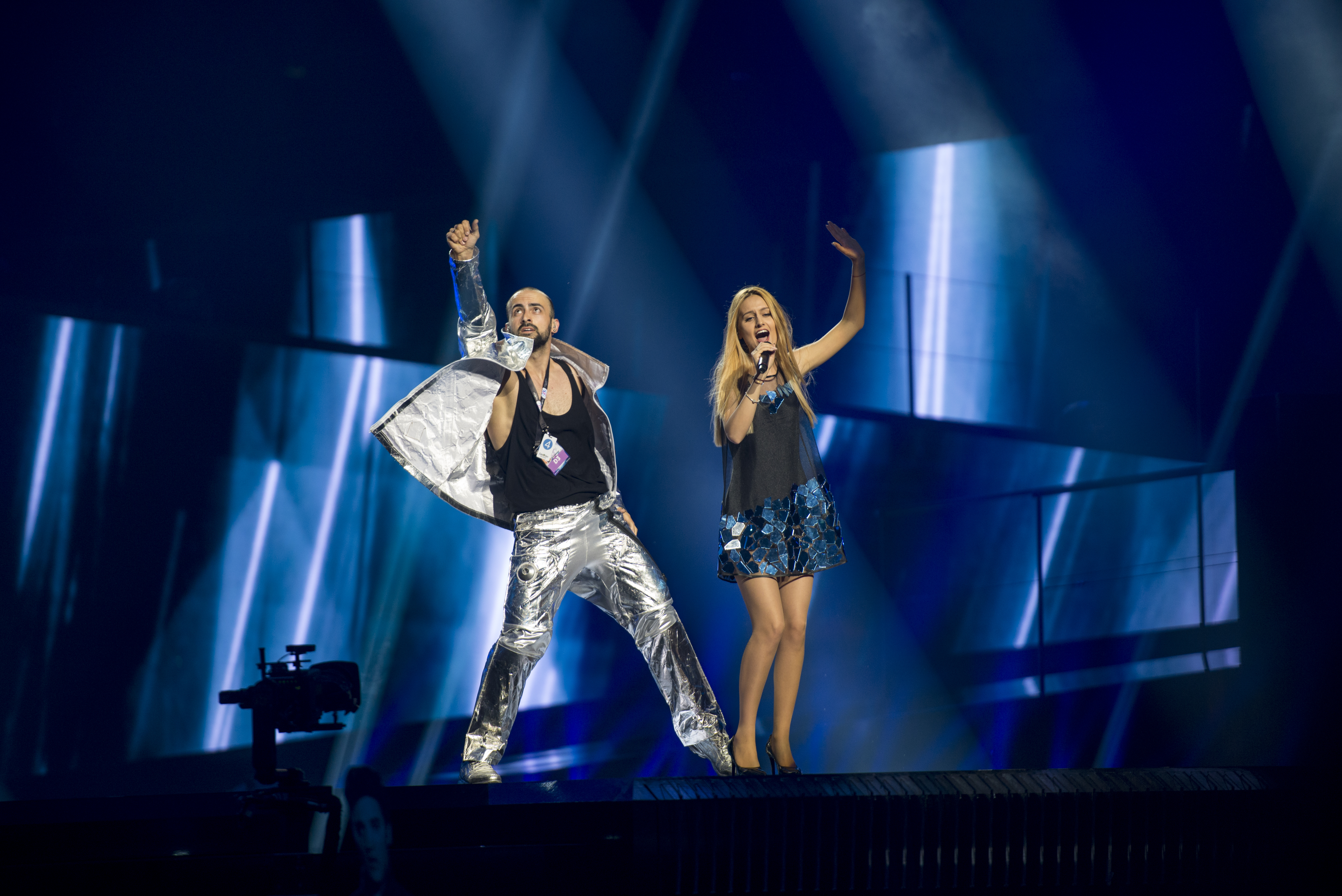
Лідія Ісак у Стокгольмі (2016)
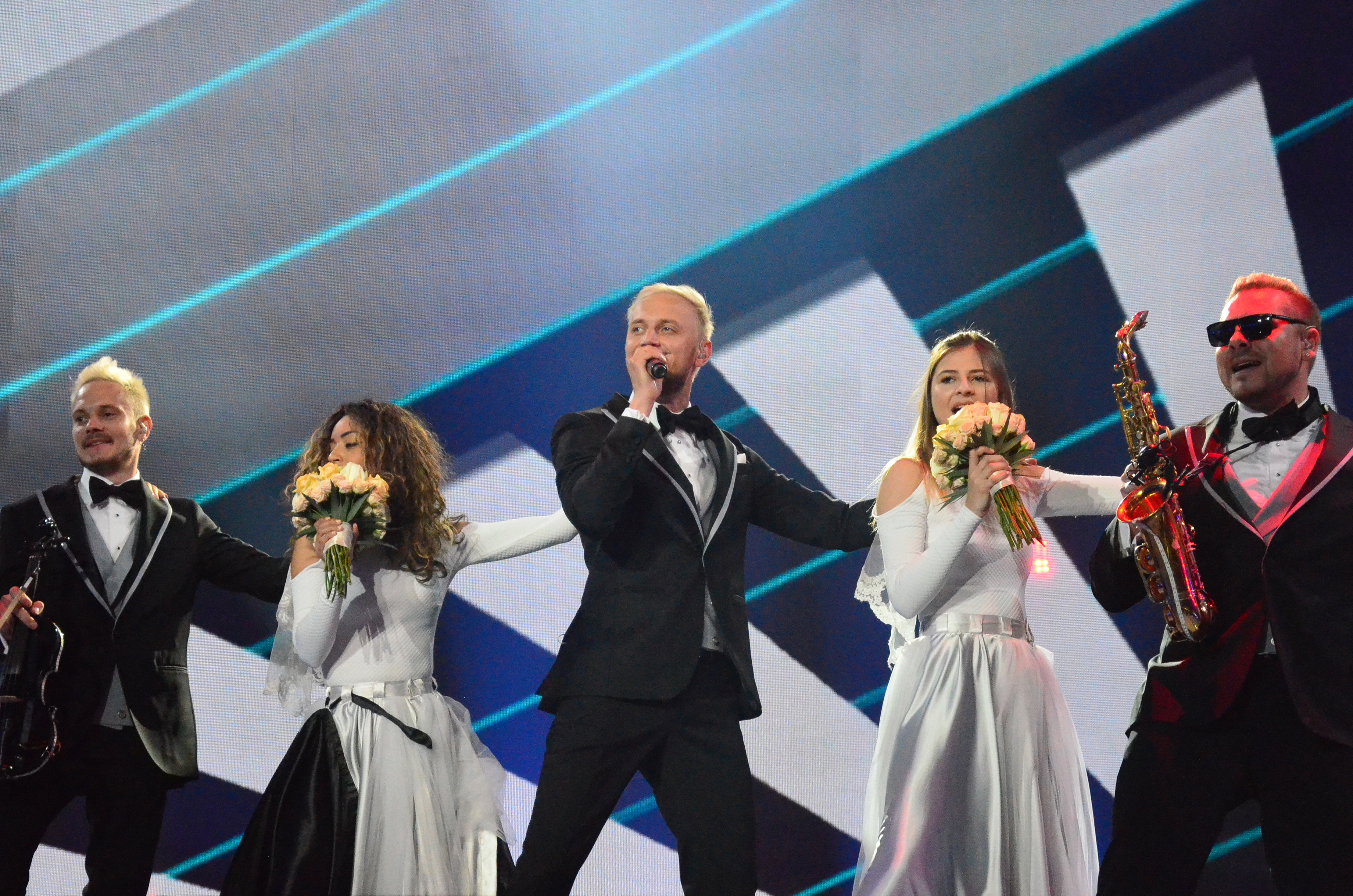
SunStroke Project у Києві (2017)
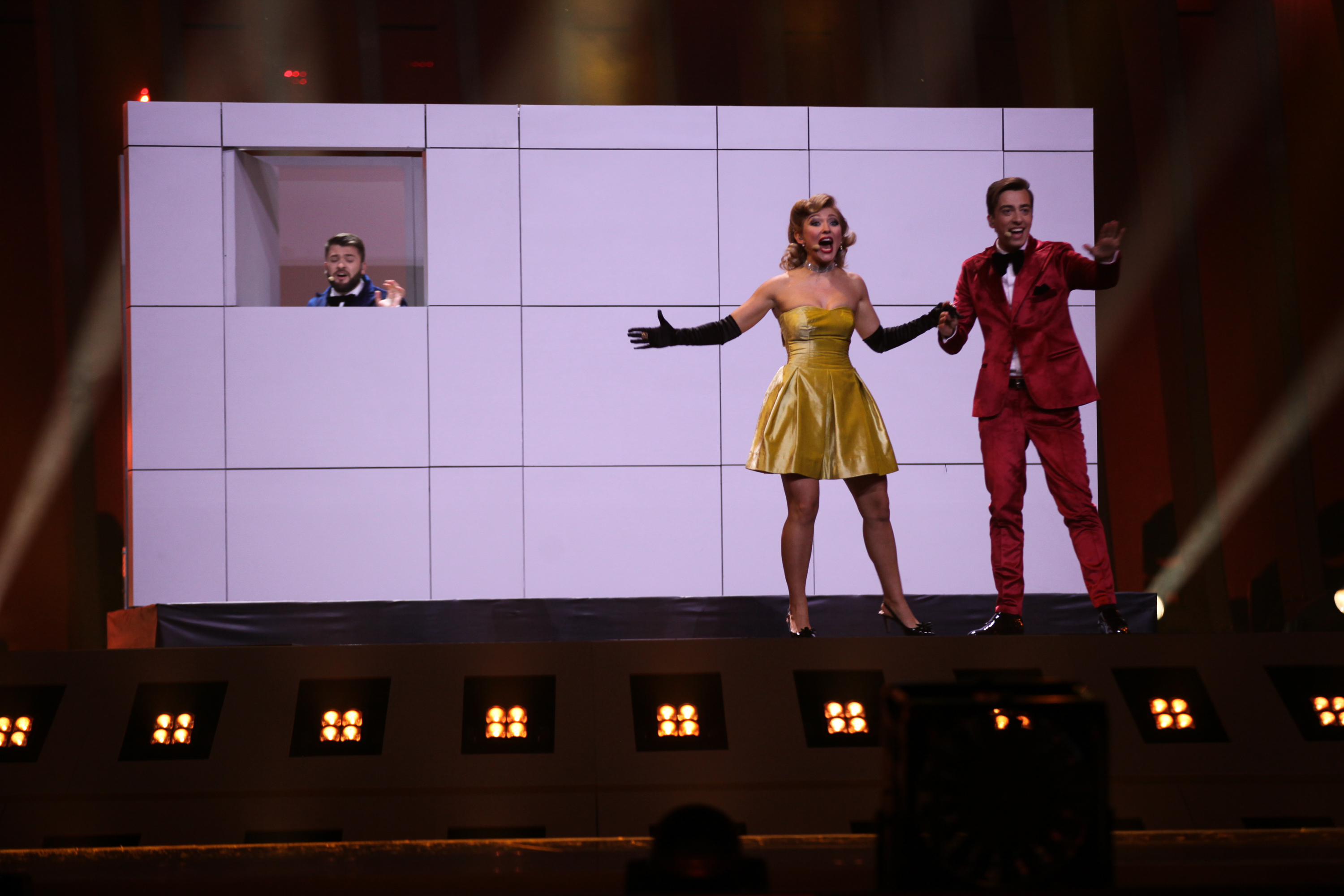
DoReDoS у Лісабоні (2018)
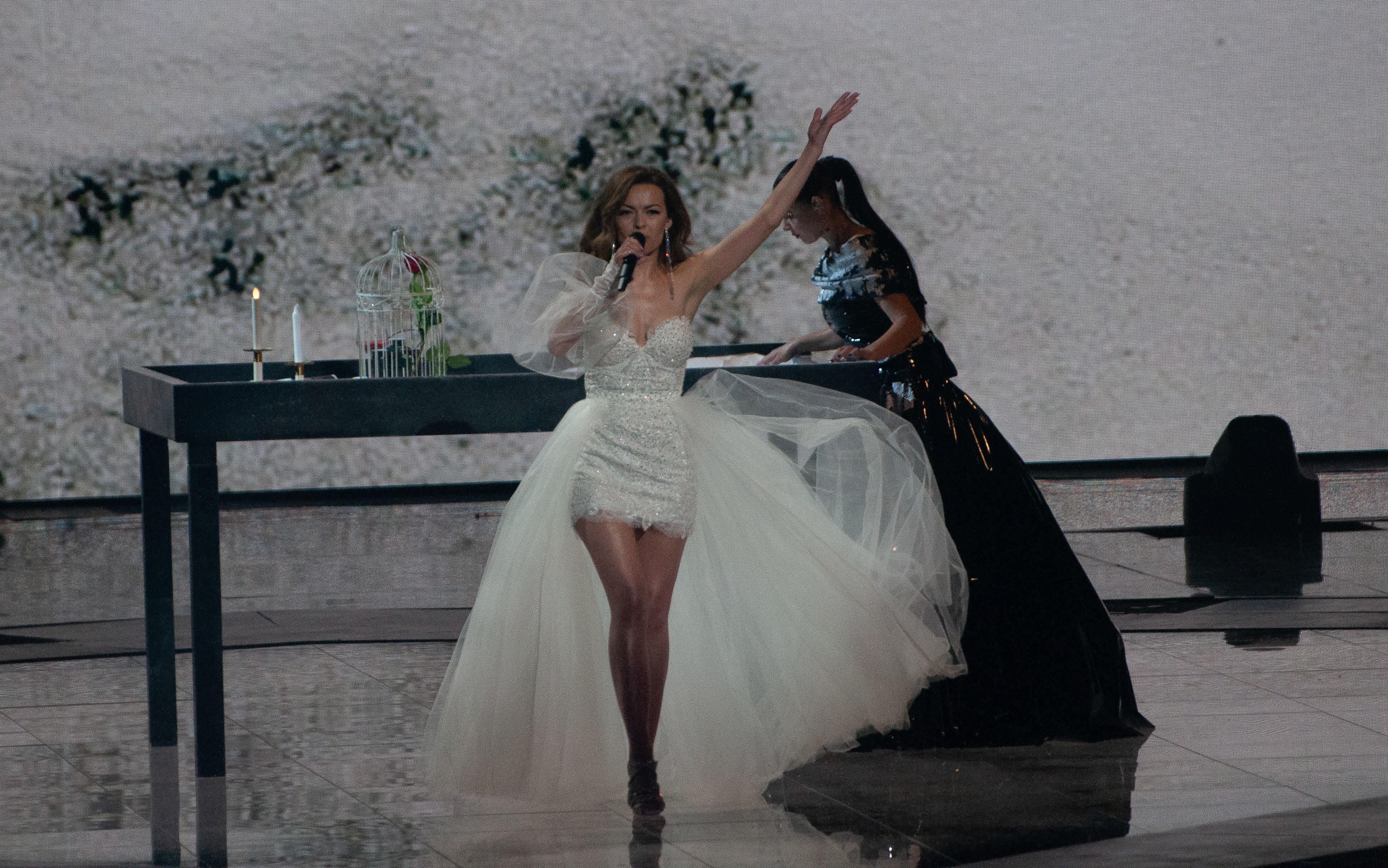
Анна Одобеску в Тель-Авіві (2019)
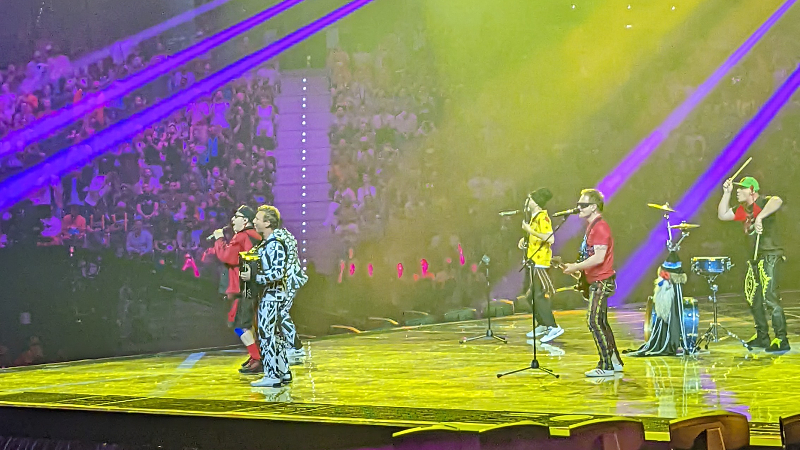
Zdob și Zdub та Брати Адвагови у Турині (2022)
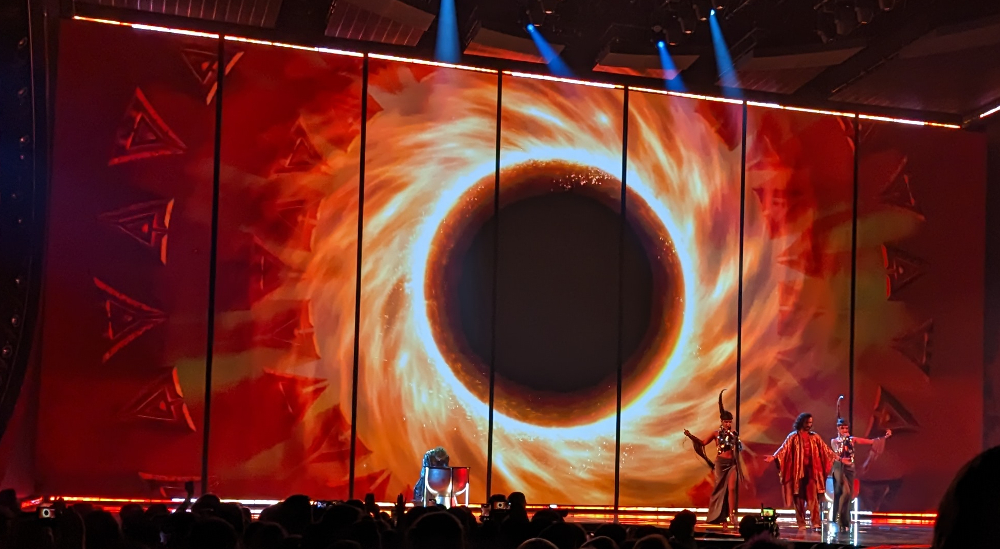
Паша Парфеній у Ліверпулі (2023)
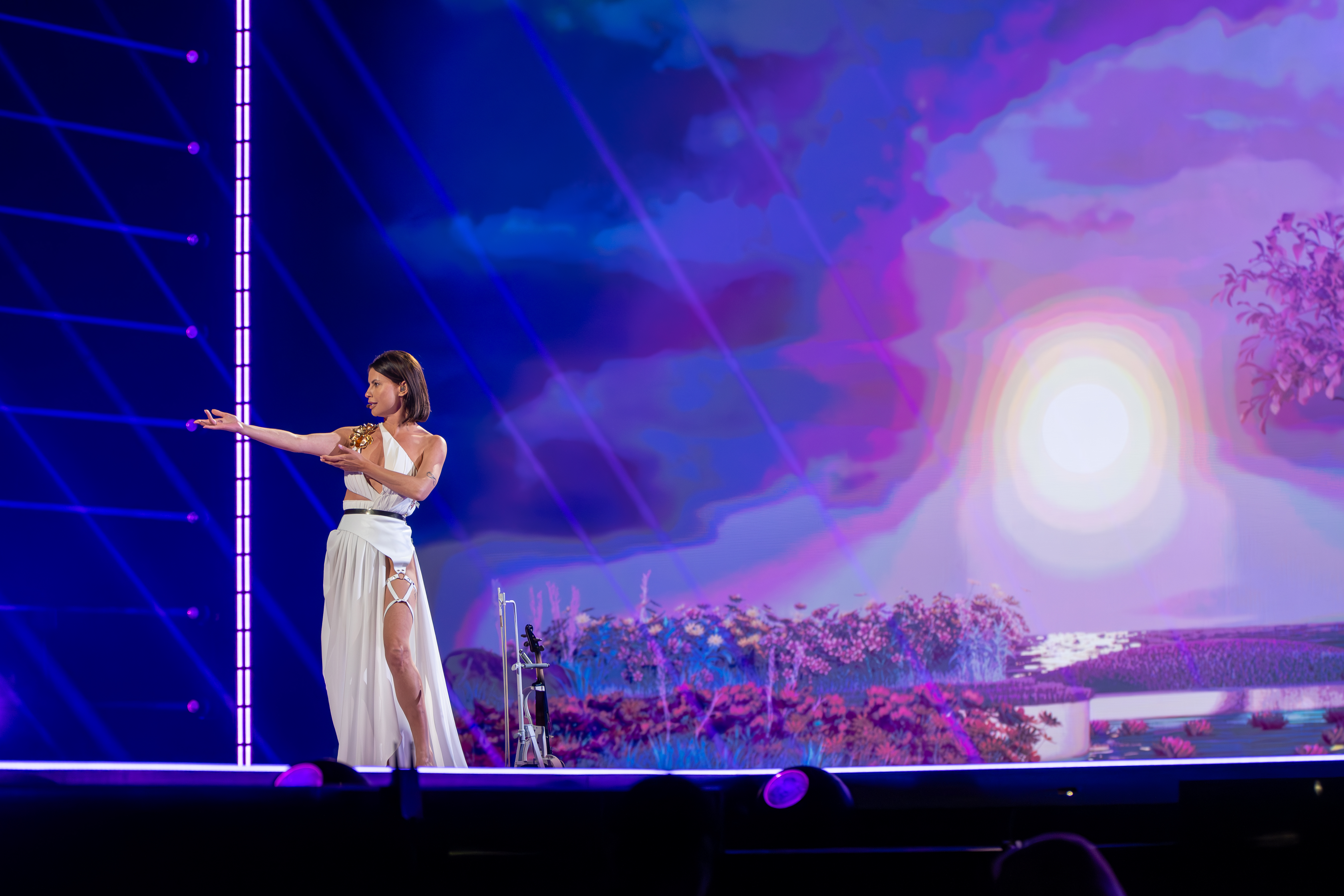
Наталія Барбу в Мальме (2024)

## Статистика голосувань (2005–2024)
| №  | Дано        | Дано | Отримано    | Отримано |
| №  | Країни      | Бали | Країни      | Бали     |
| -- | ----------- | ---- | ----------- | -------- |
| 1  | Україна     | 193  | Румунія     | 182      |
| 2  | Румунія     | 159  | Португалія  | 100      |
| 3  | Росія       | 148  | Україна     | 83       |
| 4  | Азербайджан | 103  | Росія       | 79       |
| 5  | Швеція      | 100  | Італія      | 75       |
| 6  | Італія      | 66   | Греція      | 63       |
| 7  | Ізраїль     | 65   | Азербайджан | 61       |
| 8  | Австралія   | 51   | Білорусь    | 51       |
| 9  | Норвегія    | 50   | Болгарія    | 50       |
| 10 | Естонія     | 47   | Франція     | 48       |

## Нотатки
1. ↑  Містить слова іспанською мовою.
2. ↑  Згідно з тодішніми правилами Євробачення, фінал складався зі співаків 24 країн. «Велика четвірка» та 10 країн, які посіли з 10 по 1 місце у фіналі минулого конкурсу, автоматично потрапляли до фіналу. Інші 10 країн потрапляють до фіналу з півфіналу. Якщо країна «Великої Четвірки» зайняла з 10 по 1 місце на минулорічному конкурсі, то з півфіналу до фіналу потрапляє 11 країн, і так далі (це залежить від кількості країн «Великої четвірки», які посіли з 10 по 1 місце у фіналі).
3. ↑  Містить фрази англійською мовою.